# Publius Quinctilius Varus

Münze der Stadt Achulla in der Provinz Africa mit Porträt des Varus

Publius Quinctilius Varus (* 47/46 v. Chr. in Cremona, Römisches Reich; † 9 n. Chr. in Germanien) war ein Senator und Feldherr der augusteischen Zeit. Obwohl er zuvor eine glänzende Karriere hatte, ist sein Name vor allem mit der römischen Niederlage in der nach ihm benannten Varusschlacht verbunden, bei der unter seiner Führung drei römische Legionen ihren Untergang fanden, als sie von Germanenstämmen unter der Führung des Cheruskerfürsten Arminius angegriffen wurden. Varus selbst nahm sich noch auf dem Schlachtfeld das Leben.

## Leben

### Frühe Jahre
Varus wurde als Sohn des Quästors Sextus Quinctilius Varus († 42 v. Chr.) geboren und entstammte einer der vornehmsten und ältesten Familien der römischen Nobilität, die ihre Abstammung bis auf die Könige von Alba Longa zurückführte. Sein Vater war überzeugter Republikaner und stand im Bürgerkrieg aufseiten der Gegner des Gaius Iulius Caesar, wurde aber von diesem begnadigt. Nach dessen Ermordung floh er mit den Caesarmördern nach Griechenland und beging nach der Niederlage von Philippi Selbstmord. Seinem Sohn schadete diese Abkunft jedoch nicht. Er scheint eine gute Erziehung genossen zu haben und gehörte seit Beginn seiner politischen Laufbahn zum engeren Anhängerkreis des Augustus.
Bereits um 21/20 v. Chr. wurde Varus als ein von diesem persönlich ausgewählter quaestor Augusti auf Tenos öffentlich geehrt. Eine weitere Ehrung erhielt er in Pergamon.
Zusammen mit dem etwa fünf Jahre jüngeren Tiberius, der damals ebenfalls Quästor war, begleitete Varus den Augustus auf dessen Orientreise (22–19 v. Chr.). Einige Jahre später wird er die Prätur bekleidet haben. Vermutlich war er während der Eroberung des Alpenraums im Jahr 15 v. Chr. prätorischer Legat der später in Germanien mit ihm untergegangenen Legio XIX, wie eine neue Lesung der Inschrift auf einer Bleischeibe zeigt, die im Legionslager Dangstetten gefunden wurde. Auch hier hätte er im Umfeld des Tiberius gewirkt. Er war demnach, anders als lange Zeit angenommen, schon vor seiner Statthalterschaft mit den Verhältnissen im keltisch-germanischen Raum vertraut. Hans Ulrich Nuber vermutet zudem, dass Varus im folgenden Jahr 14 v. Chr. vor der Übernahme des Konsulats prätorischer Statthalter einer Provinz war, möglicherweise des neu eroberten Rätien.

### Konsulat und Statthalterschaft in Africa und Syrien
Varus’ bedeutende Stellung und seine Zugehörigkeit zu dem von Augustus geförderten Kreis von Patriziern verdeutlicht die vermutlich altersgemäße (in suum annum) Übernahme des Konsulats im Jahre 13 v. Chr. Auch dieses Amt übte er gemeinsam mit dem späteren Princeps („Kaiser“) Tiberius aus, was eine zusätzliche Auszeichnung darstellte. Möglicherweise ist er neben Tiberius auf dem Fries der Ara Pacis dargestellt. Auch verwandtschaftlich war Varus eng mit Augustus verbunden: Wohl in zweiter Ehe heiratete er Vipsania, die Tochter von Augustus’ Vertrautem Agrippa und Claudia Marcella der Älteren. Ihre ältere Halbschwester war Vipsania Agrippina, die erste Frau von Tiberius. Nach Vipsanias Tod war Varus in dritter Ehe mit deren Cousine Claudia Pulchra, der Tochter des Marcus Valerius Messalla Appianus und der Claudia Marcella der Jüngeren, verheiratet. Beide Ehefrauen waren beide Großnichten des Augustus. Mit Claudia Pulchra hatte er einen Sohn, den Senator Publius Quinctilius Varus Minor († 27 n. Chr.). Eine von Varus’ Schwestern heiratete Lucius Nonius Asprenas, der in einem Giftmordprozeß, an dem Augustus teilnahm, freigesprochen wurde. Eine weitere Schwester war vermutlich Frau von Sextus Appuleius, einem Neffen des Augustus, eine dritte Schwester war mit einem Cornelius Dolabella verheiratet.
In einem der folgenden Jahre (zwischen 13 und 2 v. Chr.) war Varus senatorischer Statthalter (Prokonsul) der Provinz Africa, vermutlich im Amtsjahr 8/7 v. Chr. Über seine dortige Amtszeit ist nur wenig bekannt, doch war Africa nach Asia die wichtigste senatorische Provinz und für die Getreideversorgung Roms von großer Bedeutung. Varus’ Statthaltertätigkeit ist durch undatierte Münzen belegt, auf denen er sich gemeinsam mit Augustus und dessen Enkeln und designierten Nachfolgern Gaius und Lucius Caesar abbilden ließ. Diese Loyalitätsadresse an Augustus ließe sich als Indiz einer möglichen Entfremdung gegenüber Tiberius vor oder während des siebenjährigen Exils ab 6 v. Chr. lesen, in das dieser sich aus Enttäuschung über die Zurücksetzung durch seinen Stiefvater Augustus zurückzog.

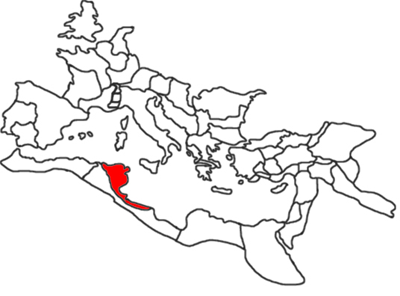
Römische Provinz Africa
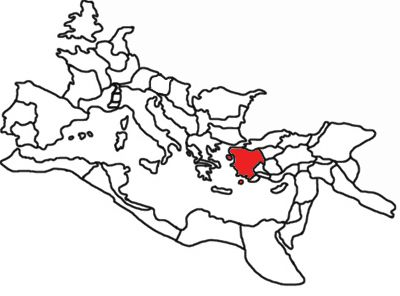
Römische Provinz Asia
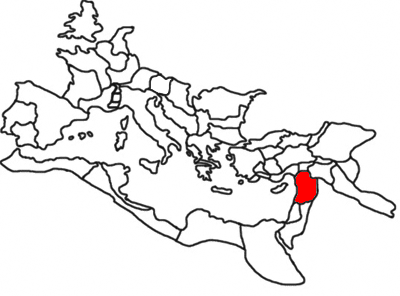
Römische Provinz Syria

Wohl von 7/6 v. Chr. bis 5/4 v. Chr. war Varus kaiserlicher Statthalter von Syrien (legatus Augusti pro praetore provinciae Syriae), wo er einen der stärksten Heeresverbände des Reiches mit drei Legionen befehligte. Er löste damit Gaius Sentius Saturninus ab. In Syrien war Varus mit den besonderen Herausforderungen der vorderorientalischen Welt konfrontiert. Als Statthalter von Syrien übte Varus auch eine Kontrollfunktion über das benachbarte Königreich Judäa aus, wo Herodes der Große herrschte. Zusätzliche Brisanz erhielt die Situation durch den wachsenden römischen Einfluss in Judäa. Der polytheistische Götterkult widersprach dem jüdischen Bilderverbot und den strengen, monotheistischen Glaubensvorstellungen. Varus war Richter, als Herodes seinen Sohn Antipatros wegen versuchten Vatermordes anklagte. Nach dem Tod des Herodes im Jahr 4 v. Chr. schlichtete Varus die Erbauseinandersetzung von dessen drei Söhnen, indem er alle drei nach Rom schickte, so dass Augustus persönlich die Entscheidung treffen konnte. Währenddessen untersagte er dem Procurator Syriae Sabinus, den Staatsschatz des Herodes zu konfiszieren, solange die Rechtslage nicht geklärt war. Der von Velleius Paterculus später erhobene Vorwurf, Varus habe sich in Syrien unrechtmäßig bereichert (Als armer Mann betrat er das reiche Syrien, als reicher Mann verließ er das arme Syrien), wird daher von Ralf-Peter Märtin und anderen Forschern als unglaubwürdig eingeschätzt. Doch es kam zur Eskalation, als eben der römische Finanzbeamte Sabinius trotz anderslautender Befehle des Varus nach Jerusalem reiste. Dort beschlagnahmte Sabinius das Vermögen des Herodes, plünderte den Tempelschatz und setzte die Hallen auf dem heiligen Tempelberg in Brand. Als Sabinius und seine Truppen von aufgebrachten Juden belagert wurden, musste ihm Varus militärisch zur Hilfe eilen. Mit zwei Legionen zog er nach Jerusalem und nahm viele der Belagerer gefangen, so konnte er den allgemeinen Aufstand durch energischen Militäreinsatz innerhalb eines halben Jahres niederwerfen. An den Rädelsführern statuierte Varus ein Exempel: Auf Varus’ Befehl wurden 2000 Juden ans Kreuz geschlagen, eine Strafe, mit der Rom schwere Verbrechen wie Rebellion oder Hochverrat bei Peregrinen ahndete.

### Statthalter in Germanien
Von 7 bis 9 n. Chr. war Varus dann legatus Augusti pro praetore in Germanien, wobei umstritten ist, ob das Gebiet bis zur Elbe damals, wie etwa Werner Eck annimmt, bereits Provinzstatus besaß. In dieser Rolle hatte Varus auch das Oberkommando über die fünf am Rhein stationierten Legionen. Offensichtlich sollte er als Verwaltungsfachmann das militärisch scheinbar unterworfene Gebiet organisieren. Er setzte den Provinzialisierungsprozess beispielsweise durch die Errichtung von Kastellen fort, befriedete das Land, sprach Recht und ließ Steuern eintreiben. Es ist anzunehmen, dass insbesondere die römische Rechtsprechung sowie die Steuererhebung in Form von Naturalien bei den Germanen zunehmenden Unmut auslöste. Möglicherweise verhielt sich Varus dabei besonders undiplomatisch.
Im Frühsommer des Jahres 9 n. Chr. zog Varus mit den drei Legionen XVII, XVIII, XIX – insgesamt etwa 15.000 bis 20.000 Legionäre und Hilfstruppen – von Vetera (Xanten) entlang der Lippe zur Weser in das Sommerlager, um weiter östlich römische Präsenz zu zeigen. Die beiden anderen Legionen blieben in Mogontiacum (Mainz). Für den Rückweg wählte Varus im Herbst auf Veranlassung von Arminius und Segimer eine andere Route, nachdem Arminius ihm von einem angeblichen Aufstand berichtet und gebeten hatte, diesen unterwegs niederzuschlagen. Segestes und einige andere sollen Varus zwar vor einem Verrat des Arminius gewarnt haben, Varus entschied sich aber dafür, dem Vorschlag des Arminius zu folgen. Vermutlich hoffte Varus, auf diese Weise leicht militärischen Ruhm erlangen und so seine Karriere krönen zu können.
Auf dem Weg nach Südwesten wurden die drei Legionen, die sich in befriedetem Gebiet wähnten, mit ihrem Tross jedoch von germanischen Kämpfern unter der Führung des Arminius in einem Hinterhalt angegriffen. Die Schlacht endete nach viertägigen Kämpfen mit der weitgehenden Vernichtung aller drei Legionen und wird in der modernen Geschichtswissenschaft als Varusschlacht bezeichnet. Varus selbst nahm sich – laut Velleius Paterculus nach dem Vorbild seines Vaters und Großvaters – am Ende mitsamt seinen höchsten Offizieren auf dem Schlachtfeld das Leben. Als Augustus am 6. Oktober von der Niederlage des Varus in Germanien erfuhr, soll er nach den Ausführungen des Biographen Sueton ausgerufen haben: Quinctili Vare, legiones redde! („Quinctilius Varus, gib die Legionen zurück!“).
Den Kopf des Varus schickte Arminius angeblich zwecks eines Bündnisangebotes gegen die Römer an Marbod, den König der Markomannen, der ein solches Bündnis allerdings ablehnte. Marbod sandte den Kopf des Varus vielmehr weiter an Augustus. Das Haupt wurde ehrenvoll in einem Familienmausoleum bestattet, ob es sich um das der Quinctilier oder das des Augustus handelte, ist umstritten.

## Urteil der Geschichtswissenschaft

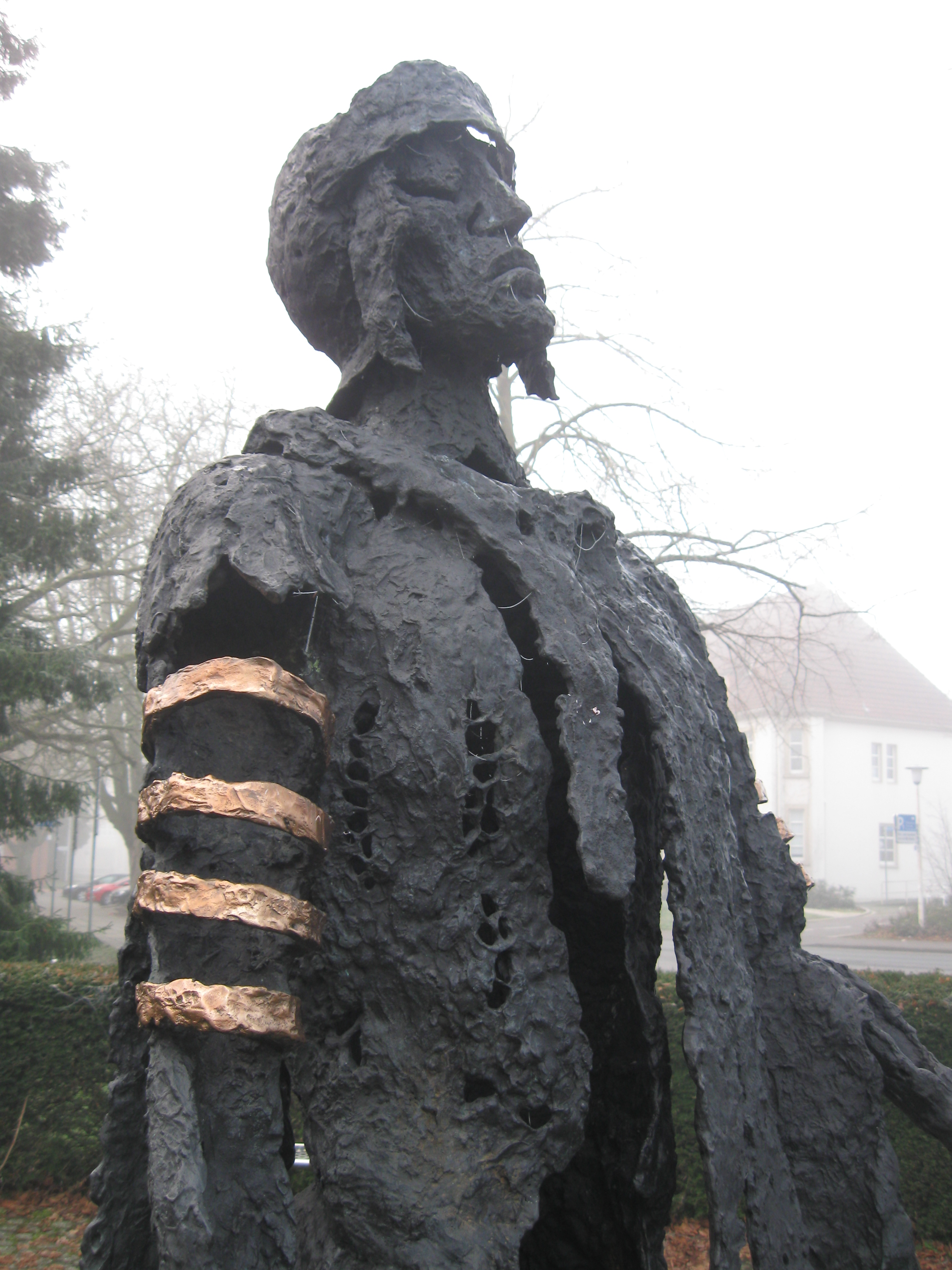
Der gescheiterte Varus. Skulptur von Wilfried Koch in Haltern am See.

Die moderne Geschichtswissenschaft diskutiert vor allem, in welcher Weise die römische Führung Varus als Alleinschuldigen darstellte. Die Mehrzahl der Forscher vertritt die Position, dass Varus in der späteren historiographischen Überlieferung nur als Sündenbock für die Niederlage diente. Die ehrenvolle Bestattung von Varus’ Haupt und die Tatsache, dass seine Familie keinerlei Nachteile hatte, belegen, dass Augustus keineswegs Varus als Verantwortlichen betrachtete; vielmehr wurde das verräterische Verhalten der Germanen als Grund für die Niederlage angeführt. Die von Sueton angeführten Ausrufe des Augustus bezüglich der Legionen des Varus waren wohl nur Teil einer inszenierten Handlung für die Öffentlichkeit.
Erst infolge der Hochverratsprozesse unter Tiberius, zu deren Opfern Varus’ Witwe Claudia Pulchra gehörte, kam es in der römischen Publizistik und Geschichtsschreibung zu einer negativen Darstellung des Varus. Besonders wirkmächtig war die vernichtende Kritik des Velleius Paterculus, die das Ansehen des Varus nachhaltig beschädigte. Nun wurde die Niederlage des Varus als gerechte Strafe für Hybris und schuldhafte Versäumnisse betrachtet, wenngleich Tacitus und Cassius Dio differenzierter urteilten.
Die römischen Vorwürfe, Varus habe durch sein „arrogantes Verhalten“ die Germanen in den Aufstand getrieben, sieht Werner Eck allerdings als legitim an, da Germanien seines Erachtens zu dieser Zeit bereits ein provinzialisiertes Gebiet innerhalb des römischen Imperiums gewesen sei. Das angeblich ungeschickte und undiplomatische Verhalten des Statthalters habe Rom letztlich eine Provinz gekostet. Allerdings wurde (falls das Gebiet bereits als Provinz organisiert war) von einem Statthalter erwartet, entsprechende Mittel einzutreiben, zumal Varus offenbar keineswegs ein unfähiger Verwalter war; ansonsten wäre ihm nach Africa und Syrien, wo er durchaus zuverlässig agierte, kaum eine weitere Provinz anvertraut worden. Es wird zudem darauf hingewiesen, dass sich Rom erst Jahre nach der Varusschlacht für eine Aufgabe des Gebietes entschied – von einem Wendepunkt der römischen Germanienpolitik als unmittelbare Folge der Varusschlacht kann damit nicht die Rede sein. Erst Jahre später entschied Tiberius nach den ernüchternden Ergebnissen der Germanienfeldzüge des Germanicus, die Grenzen Roms an den Rhein zurückzuverlegen.

## Zeugnisse

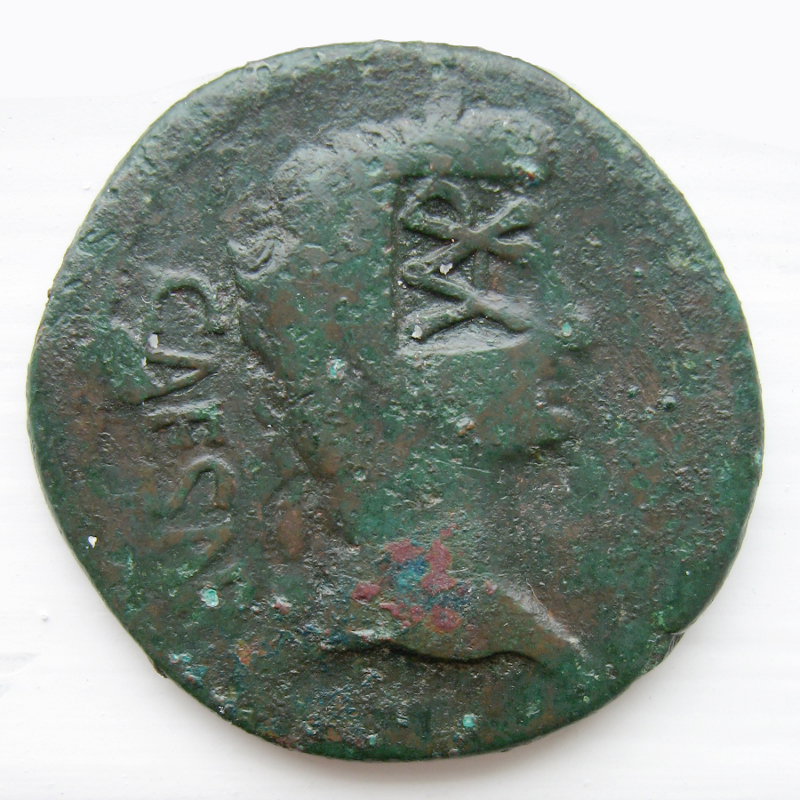
As der Serie Lugdunum I mit Gegenstempel des Varus („VAR“).

Als indirektes Zeugnis der Amtszeit des Varus als Legatus Augusti pro praetore der gallischen Provinzen sind 18 Münzen aus Haltern mit der Schlagmarke VAR zu werten: eine Münze der Nemausus-Serie I und 17 Asse der ersten Lyoner Altarserie. Bis in die 1980er Jahre waren zwischen Rhein und Elbe nur zwei weitere Münzen mit dem Gegenstempel VAR als Einzelfunde bekannt.
Seit 1987 wurden in Kalkriese etwa 360 Kupfermünzen ausgegraben, dabei zu 90 % der As-Typ „Altar I“ (RIC 230), geprägt zwischen 8 und 3 v. Chr. in Lugdunum. Es tragen etwa 90 % der Asse einen Gegenstempel mit den Aufschriften AVC, IMP mit Lituus, VAR (= P. Quinctilius Varus) und C.VAL (= C. Numonius Vala). Die Funde von Kalkriese werden vor Ort aufbewahrt. Damit ist gesichert, dass die Kämpfe bei Kalkriese zumindest nicht vor 7 v. Chr. stattgefunden haben können.
In den gleichzeitigen Lagern am Rhein sind mit dem Stempel VAR kontermarkierte Münzen häufiger vertreten als an der Lippe (Lippia). Die mit einem Gegenstempel gekennzeichneten Münzen werden in der Regel als persönliche Geldgeschenke des Varus an die Legionäre gedeutet.
Aufgrund der Ausgrabungen von Kalkriese wird seit 1994 der Varus-Kurier herausgegeben.